# Кашина Монфалконе (Торино)
Кашина Монфалконе је насеље у Италији у округу Торино, региону Пијемонт.
Према процени из 2011. у насељу је живело 19 становника. Насеље се налази на надморској висини од 229 м.